# عملیات مرلین
عملیات مرلین (به انگلیسی: Operation Merlin) نام عملیاتی است که از سوی سازمان اطلاعات مرکزی آمریکا علیه برنامه هسته‌ای ایران انجام شد. در این عملیات مأموران سازمان سیا با دولت ایران ارتباط بر قرار کرده و نقشه‌های جعلی ساخت سلاح هسته‌ای به ایران ارائه می‌کردند که منجر به انفجار در تأسیسات هسته‌ای ایران شود. این عملیات ناکام ماند.

## افشای عملیات
مأمور سازمان سیا جفری استرلینگ عامل انتشار اطلاعات این عملیات در سالهای بعد بود که به دلیل افشای این عملیات دستگیر و محاکمه و از سازمان سیا برکنار شد.

## پسخوردن
عملیات مرلین یک عملیات مخفیانه ایالات متحده به دستور دولت کلینتون بود تا به ایران طرحی نادرست برای بخشی از یک سلاح هسته‌ای ارائه کند که ظاهراً تلاش می‌کرد تا از برنامه تسلیحات هسته‌ای ایران، اطلاعات بیشتری کسب نماید یا جمهوری اسلامی را در رابطه با دستیابی به جنگ‌افزار هسته ای فریب دهد. عملیات مرلین ممکن است به جمهوری اسلامی در توسعه سلاح‌های کشتار جمعی کمک کرده باشد تا درگیری‌های نظامی آینده را با رژیم جمهوری اسلامی به گونه ای توجیه کند. به عبارت دیگر، هدف عملیات ارایه طرح خرابکاری شده برای «دستگاه شلیک» و به دامان ایرانی‌ها ریختن عواقب استفاده از جنگ‌افزار هسته ای بود، زیرا سیا به هر دلیلی می‌خواست تضمین کند که ایران در سال‌های آینده سلاح‌های هسته‌ای نخواهد داشت.
در کتاب «وضعیت جنگ»، نویسنده و خبرنگار اطلاعاتی نیویورک تایمز، جیمز رایزن، نقل می‌کند که سیا یک دانشمند هسته‌ای روس تبار را که مشاور هسته ای جمهوری اسلامی بود انتخاب کرد تا در فوریه ۲۰۰۰ طرح‌های یک کلاهک هسته‌ای ناقص را به مقامات ایران ارائه کند. رایزن در کتاب خود نوشت که پرزیدنت کلینتون عملیات مرلین را تأیید کرده بود و دولت بوش بعداً این طرح را دنبال کرد. رایزن بعداً از شهادت در مورد اطلاعات لو رفته در مورد عملیات مرلین خودداری کرد. از انتشار درون مایه عملیات مرلین توسط نیویورک تایمز در سال ۲۰۰۳ با دخالت کاندولیزا رایس مشاور امنیت ملی و هاول رینز، سردبیر نیویورک تایمز، جلوگیری شد.
عملیات مرلین طبق برنامه پیش نرفت. به گفته رایزن، پیام رسان روس سیا در جریان جلسه توجیهی برای ملیات در سانفرانسیسکو متوجه اشکال در شماتیک بلوک ولتاژ بالا TBA480 شد. پس از تشخیص اشتباه‌ها، پیام رسان روس از مأموران نزدیک به عملیات در این مورد پرسید و پرسش او نادیده گرفته شد. برخی از اعضای سیا از نکته سنجی مشاور روس تبار ناآرام بودند، اما عملیات مرلین با این وجود ادامه یافت. مدت کوتاهی قبل از پرواز مشاور روس به وین برای تحویل طرح به نماینده جمهوری اسلامی، به او یک پاکت مهر و موم شده تحویل داده شد که حاوی طرح‌های اولیه دستکاری شده «ست شلیک» بود و به او دستور داده شد که پاکت را باز نکند. با این وجود، او یکبار در وین، تصمیم گرفت از دستور سرپیچی کند و پاکت را باز کرد و نامه‌ای درون آن قرار داد که مهندسان ایرانی را از اشتباه‌های نقشه‌ها مطلع می‌کرد. او پاکت را به شماره ۱۹ هاین‌شتراسه در شمال وین برد و با عجله آن را از درگاه پستی دفتر ایران در وین عبور داد. پس از تکمیل تحویل، مأمور روس به ایالات متحده بازگشت. در روزهای بعد، اعضای سیا توانستند استنباط کنند که نقشه‌ها به ایران منتقل شده‌است. این کتاب ادعا می‌کند که عملیات فریب به جای فلج کردن برنامه هسته‌ای ایران، ممکن است با ارائه دانسته‌های مفید هرچند اندک آن را تسریع کرده باشد. چون پس از شناسایی نقص‌ها، می‌توان نقشه را با منابع دیگر مقایسه کرد، مانند منابعی که فرض می‌شود توسط عبدالقدیر خان در اختیار ایرانی‌ها قرار گرفته باشد.
دانشمندان ایرانی پس از مطالعه نامه درون پاکت به سرعت متوجه وجود دستکاری در طرح شدند. گفته می‌شود این نقشهٔ جعلی و ترکیب محتوای آن با منابع دیگر و همچنین اطلاعاتی که عبدالقدیر خان به ایرانی‌ها داده بود به پیشرفت برنامهٔ هسته‌ای ایران سرعت بخشید.